# آنی (فیلم ۱۹۷۶)
آنی (انگلیسی: Annie) یک فیلم درام ایتالیایی-بریتانیایی به کارگردانی ماسیمو دالامانو است که در سال ۱۹۷۶ منتشر شد.

## گزیدهٔ بازیگران
- آنی بل
- ریک باتالیا
- چیرو ایپولیتو
- اینس پلگرینی
- آل کلیور
- انریکو بروسکی
- ماسیمو دالامانو